# سارة كنوس
سارة ديرمر كنوس (بالإنجليزية: Sarah Knauss)‏ (24 سبتمبر 1880 - 30 ديسمبر 1999)هي من أكبر المعمرين الأمريكيين في الولايات المتحدة، وثالث أكبر شخص موثق بالكامل بعد جين كالمينت وكاني تاناكا. تم الاعتراف بها كعميد البشرية في موسوعة غينيس للأرقام القياسية منذ 16 أبريل 1998 حتى وفاتها.قبل وفاتها ب 33 ساعة وقبل بداية عام 2000، كانت آخر شخص حي ولد قبل عام 1885.

## سيرة ذاتية
ولدت سارة في 24 سبتمبر 1880 في هوليوود-ولاية بنسلفانيا، وهي قرية صغيرة لتعدين الفحم. تزوجت من أبراهام لينكولن كنعوس في عام 1901؛و الذي أصبح أحد أبرز زعماء الحزب الجمهوري في مقاطعة ليهاي، ومسجل الأعمال. وكانت سارة ربة منزل ومديرة وكالة تأمين.
في سن الحادية عشرة، تم الاعتراف بأنها طويلة العمر في سجل الولايات المتحدة القومي الجديد، الذي يعتقد أنه قد تم احتجازه من قبل كاري سي وايت (من 1874 إلى 1991).في عام 1998، أصبحت أكبر شخص في العالم عندما توفيت الكندية ماري لويز ميلير من كيبيك. عندما أخبرها أفراد عائلتها بشهرتها الجديد، كان ردها ابتسامة وعبارة «ماذا في ذلك؟»
عاشت سارة سبع حروب شاركت فيها الولايات المتحدة (بما في ذلك الحربين العالميتين) وإدارات 23 رئيسًا (من روثرفورد بي هايز إلى بيل كلينتون). عند وفاتها، كانت واحدة من سبع أجيال حية من عائلتها.توفيت قبل ثلاث وثلاثين ساعة فقط من بدء احتفالات الألفية الجديدة، والتي تم الإبلاغ عنها على أنها فاتتها للتو العيشة في القرن الثالث،على الرغم من أن القرن الواحد والعشرين والألفية الثالثة قد بدأت فعليًا في 1 يناير 2001.
توفيت في ألينتاون-بنسلفانيا في 30 ديسمبر 1999، في فويب هوم (المعروفة الآن باسم فيبي ألينتاون، وهي شركة تابعة لشركة فيبي-ديفت هومز) حيث عاشت تسع سنوات من حياتها.وأعربت عن اعتقادها بأنها لا ترك الأمور تزعجها وهي «سر» لطول عمرها.}}
قال عضو مجلس الشيوخ تشارلي دينت في وفاتها والذي كان قد حضر حفل عيد ميلادها ال 115 في عام 1995، «كانت السيدة كنوس امرأة غير عادية دفعت الحدود الخارجية لطول العمر. هذه مناسبة حزينة، لكنها بالتأكيد كانت حياة حافلة بالأحداث.».

## وصلات خارجية
- Photo portrait — Sarah Knauss aged 117 in 1997
- سارة كنوس على موقع فايند أغريف